# Richard Hell and the Voidoids
Richard Hell and The Voidoids (lub The Voidoids) – amerykański zespół punk rockowy utworzony w 1976 w Nowym Jorku przez wokalistę i basistę Richarda Hella (ex–Television i The Heartbreakers), gitarzystów: Roberta Quine’a i Ivana Juliana oraz perkusistę Marca Bella (później znany jako Marky Ramone).

## Historia
Zespół zadebiutował w 1976 w nowojorskim klubie CBGB’s z repertuarem stworzonym przez Hella jeszcze w czasach The Heartbreakers. W tym samym roku grupa podpisała kontrakt z wytwórnią Sire Records. Rok później ukazał się debiutancki album Blank Generation, którego promowały dwie piosenki „Blank Generation” oraz „Love Comes in Spurts”. Po wydaniu płyty zespół udał się w trasę koncertową po świecie m.in. otwierając występy The Clash w Wielkiej Brytanii. Mimo obiecującej kariery, o zespole zaczęło robić się stopniowo cicho – głównym tego powodem było narastające zniechęcenie Hella do grania tras koncertowych. Na początku 1978 grupę opuścił Bell przechodząc do zespołu Ramones. W tym czasie przez The Voidoids przewinęło się wielu muzyków m.in. perkusiści: Frank Mauro i James Morrison. Rok później Hell zawiesił działalność The Voidoids, wznawiając ją dopiero w 1982. Po reaktywacji (ze starego składu oprócz Hella pozostał jeszcze Quine) muzycy nagrali drugi album Destiny Street (Hellowi I Quine’owi towarzyszyli: gitarzysta Naux oraz perkusista Fred Maher. Po wydaniu albumu zespół występował sporadycznie, aż w 1985 po raz kolejny zawiesił działalność. W 1990 wytwórnia ROIR wypuściła na rynek album koncertowy Funhunt: Live at CBGB's & Max's zawierający nagrania z występów w nowojorskich klubach CBGB's (1979) i Max's Kansas (1978).

## Muzycy
- Richard Hell – wokal, gitara basowa (1976–1979; 1982–1985)
- Robert Quine – gitara (1976–1979; 1982–1984)
- Julian Ivan – gitara (1976–1979)
- Marc Bell – perkusja (1976–1978)
- Frank Mauro – perkusja (1978)
- Jerry Antonius – gitara basowa (1978)
- James Morrison – perkusja (1979)
- John Xavier – gitara basowa (1979)
- Naux – gitara (1982–1984)
- Fred Maher – perkusja (1982–1984)
- Jody Harris – gitara (1985)
- Ted Horowitz – gitara basowa (1985)
- Anton Fier – perkusja (1985)

## Dyskografia

### Albumy studyjne
- Blank Generation (1977)
- Destiny Street (1982)

### Albumy koncertowe
- Funhunt: Live at CBGB's & Max's (1990)

### EP
- That’s All I Know (Right Now) (1980) – split z zespołem The Neon Boys

### Single
- „Blank Generation” (1977)
- „The Kid With the Replaceable Head” (1979)